# Autopista Sur (Bogotá y Soacha)
La Autopista Sur, también conocida como Autosur o Avenida del Sur, es una vía arterial que atraviesa el sur de Bogotá en sentido nororiente-suroccidente y viceversa. Además, conecta con la cabecera del municipio vecino de Soacha en la misma dirección. Hacia el oriente, a la altura de la Avenida Fucha, desemboca en la Carrera 30; mientras que hacia el occidente, en el límite entre los municipios de Soacha y Sibaté, se enlaza con la carretera Bogotá-Girardot.
Es el componente meridional de la Avenida NQS, una agrupación de avenidas que recorren la ciudad de su norte a su suroccidente que incluye la Carrera 30 como componente central y la Avenida Novena como componente septentrional.

## Nomenclatura
| Denominación    | Trazado                                     |
| --------------- | ------------------------------------------- |
| Trasnsversal 31 | Calle 8.ª Sur - Calle 26 Sur                |
| Transversal 35  | Calle 22 Sur - Carrera 50                   |
| Calle 45A Sur   | Carrera 50 - Río Tunjuelo                   |
| Calle 57R Sur   | Río Tunjuelo - Calle 59 Sur                 |
| Carrera 77G     | Calle 59 Sur - Límite Bogotá-Soacha         |
| Carrera 4       | Límite Bogotá-Soacha - Límite Soacha-Sibaté |

## Trazado
La Autopista Sur nace a la altura de la Avenida Fucha (Calle 8.ª Sur), donde se desprende de la Carrera 30 y se dirige al suroccidente de la ciudad.
La autopista define la frontera entre Puente Aranda y Antonio Nariño, cruzándose en este tramo con el Río Fucha, la Avenida Primero de Mayo (Calle 26 Sur), la Carrera 50 y la Avenida General Santander (Diagonal 39A Sur), donde pasa a definir la frontera entre Puente Aranda y Tunjuelito, donde separa la Avenida 68 de la Avenida Carrera 53, pasando a definir la frontera entre Tunjuelito y Kennedy, cruzando la Avenida Boyacá y el río Tunjuelo.
Al occidente, la vía continúa su recorrido cruzándose con la Avenida Villavicencio. Entre el río Tunjuelo y la Avenida Villavicencio, la vía se encuentra completamente dentro de la localidad de Ciudad Bolívar. Al occidente de la Avenida Villavicencio, la vía define la frontera entre Ciudad Bolívar y Bosa, donde se cruza con la Avenida Bosa y la frontera entre Bogotá y Soacha.
En Soacha, la autopista define la frontera entre las comunas de La Despensa y San Mateo, donde se cruza con la Avenida Terreros (Calle 36) y la Avenida San Mateo (Calle 30), donde pasa a formar la frontera entre las comunas de Soacha Central y San Humberto donde se cruza con la Calle 22, la Calle 13, la Avenida Indumil (Diagonal 9) y la Calle 7.
Al sur, aproximadamente a la altura de la Calle 1, la autopista entra a Compartir, donde se cruza con la Transversal 11 y la Avenida Compartir (Calle 30 Sur). Por último, en la frontera entre Soacha y Sibaté, la Autopista Sur desemboca en la vía Bogotá-Girardot, parte de la Ruta Nacional 40 que conecta el Pacífico con los Llanos Orientales.

## Propuesta de soterrado
Previo a su postulación oficial como candidato a la alcaldía de Bogotá, en enero de 2023 Gustavo Bolívar propuso, entre otras iniciativas, la construcción de un túnel que soterraría la Autopista Sur desde la Avenida Boyacá hasta la frontera entre Soacha y Sibaté. Este diseño se inspiraría en los túneles de la M-30 de Madrid (España) y buscaba beneficiar la movilidad y urbanización en el corredor vial.
Posteriormente, el 11 de marzo de 2023, durante un evento del programa “Gobierno Escucha” en Soacha, el presidente Gustavo Petro —junto con el entonces ministro de Transporte, Guillermo Reyes González— anunció que ya estaba tomada la decisión de soterrar la Autopista Sur desde la entrada a Bogotá hasta su recorrido por Soacha. Según el presidente, esta idea, originada en su etapa como alcalde de Bogotá, permitiría recuperar espacio urbano y transformar la zona en un parque lineal, mejorando la conexión peatonal y reduciendo la segregación territorial.

## Transporte público

### Componente troncal de TransMilenio
El 15 de septiembre de 2005, entró en funcionamiento el segundo tramo de la troncal NQS del sistema TransMilenio, que atraviesa la Autopista Sur entre la Avenida Fucha y la estación General Santander. Posteriormente, el 15 de abril de 2006, se inauguró el tramo adicional que conecta la última con el Portal Sur.
Desde 2006, se planeaba que la línea llegase hasta Soacha, pero obras para la construcción del tramo de la troncal entre el Portal Sur y la estación soachuna de San Mateo no iniciaron sino hasta 2010, no entrando el tramo en operación hasta el 27 de diciembre de 2013. En septiembre de 2014 inició la construcción de la Estación Bosa, ubicada entre el Portal Sur y la estación soachuna de La Despensa. Las obras de la estación concluyeron en noviembre de 2015, entrando en operaciones el 30 de enero de 2016. En noviembre de 2019, se adjudicó la extensión de la troncal de Soacha desde la estación de San Mateo hasta el futuro Portal El Vínculo, la cual inició obras en junio de 2022, viéndose mermada en retrasos desde entonces. Se espera que esté lista antes de 2028.
Actualmente, todas las estaciones de TransMilenio en la Autopista Sur (tanto las de Bogotá como las de Soacha) son parte de la troncal G (NQS Sur), pero no todas las estaciones de la troncal G están en la Autopista Sur. Concretamente, las estaciones de Comuneros y Santa Isabel, pese a estar ubicadas en la Carrera 30, son parte de la troncal G.
En julio de 2024, TransMilenio, anunció la implementación a futuro (concretamente, antes de 2028) de un nuevo sistema nomenclatural con el cual el tramo de la autopista que pasa por Soacha pasará a ser parte de una troncal diferente; la troncal S (Soacha).

### Componente zonal del SITP
Desde 2021, las rutas zonales del SITP (excepto las rutas alimentadoras) manejan una nomenclatura basada en la existente para las troncales de TransMilenio. La letra indica hacia cuál zona se dirige el bus, mientras que los números indican la ruta que sigue el mismo. Sin embargo, aún existen rutas con la errática nomenclatura antigua.
| A617 Centro          | G514 San José     | G528 Boitá             |
| H604 Santo Domingo   | H632 Villa Gloria | H712 Alfonso López     |
| H726 Bolonia Usme    | 10-1 Avenida Bosa | 10-2 Bosa Centro       |
| 10-3 Albán Carbonell | 10-3C La Alameda  | 10-4 Bosa Laureles     |
| 10-5 Terminal Sur    | 10-6 Perdomo      | 10-8 Olarte-Timiza     |
| 10-10 Cazucá         | 12-1 Fátima       | CSM Circular San Mateo |

| 599 San Diego-Gaitana | T26 Palermo Sur-Country Club | T163 Perdomo-Calle 222 |
| TC14 Nueva Roma       |                              |                        |

### Transporte intermunicipal

#### Soacha
Estas rutas conectan Bogotá con Soacha. No está permitido que transportadores diferentes al SITP hagan viajes dentro del distrito capital, permitiéndose la recogida de pasajeros con destino al municipio vecino en los paraderos con la leyenda "INTERMUNICIPAL SOACHA". Sin embargo, esta medida es frecuentemente incumplida por las empresas de transporte privadas.
| R1 NQS-Carrera 68-Calle 80    | R2 NQS-Av. Boyacá-Calle 80          | R3 NQS-Av. Villavicencio-Av. General Santander-Calle 45 |
| R4 Bosa San Bernardino-Soacha | R5 NQS-Av. 1.º de Mayo-Calle 17 Sur | R6 NQS-Av.Bosa-Av. Agoberto Mejía-Américas              |

## Sitios importantes en la vía

### Antonio Nariño

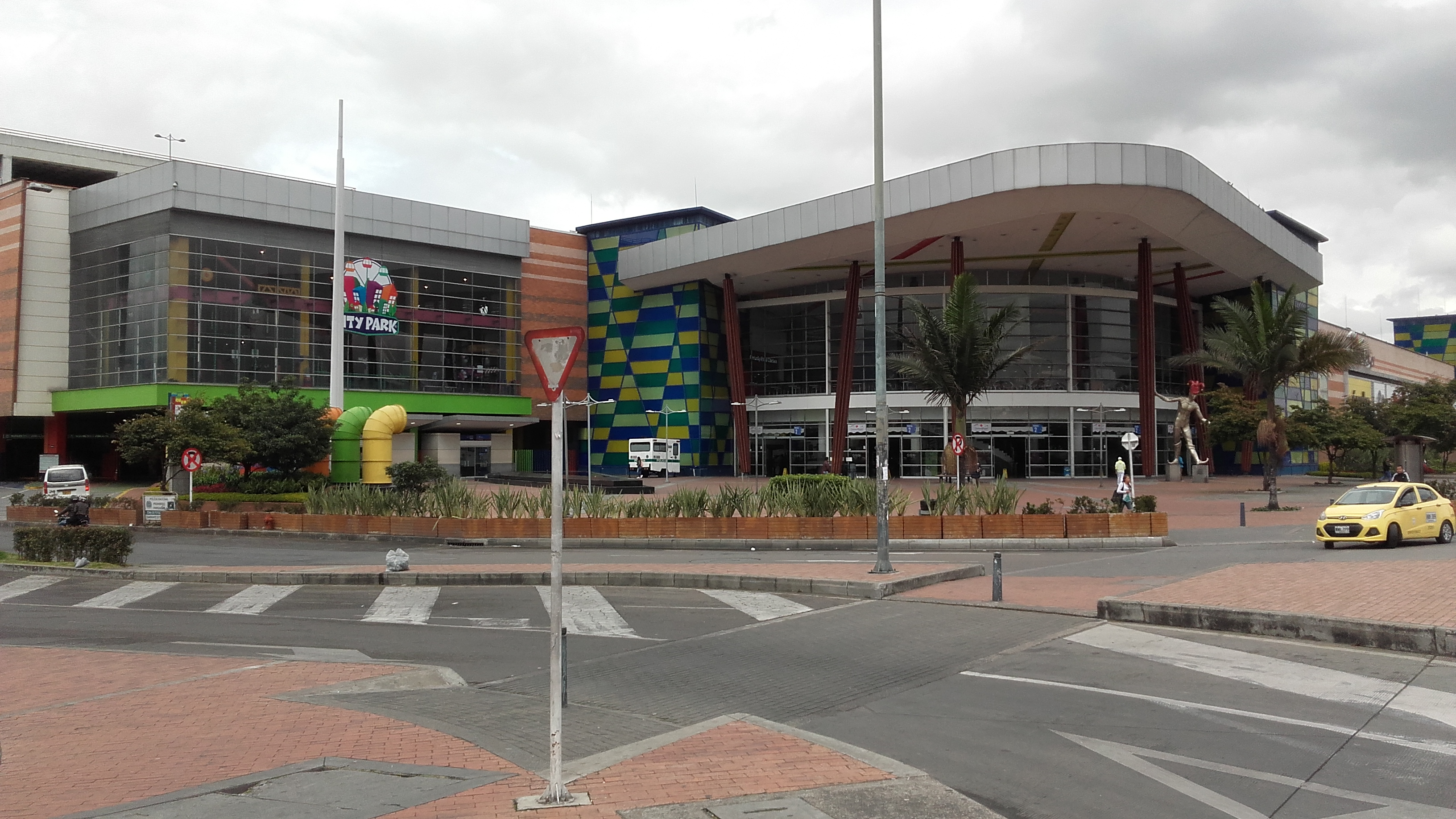
Centro comercial Centro Mayor.

- UNAD CEAD José Acevedo y Gómez (Diagonal 16 Sur)
- SENA CEET - 1.º de Mayo (Calle 20 Sur)
- Centro comercial Centro Mayor (Calle 38A Sur)

### Puente Aranda
- Centro comercial Ciudad Montes (Calle 15 Sur)
- CADE Muzú (Carrera 52)

### Tunjuelito
- Escuela de cadetes General Santander (Diagonal 46 Sur)
- Frigoríficos de Bogotá (Av. Boyacá)

### Kennedy
- Alkosto Venecia (Calle 40 Sur)
- Bavaria (Calle 45 Sur)

### Bosa
- Almacenes Metro (Carrera 72D)
- Cementerio el Apogeo (Carrera 73)

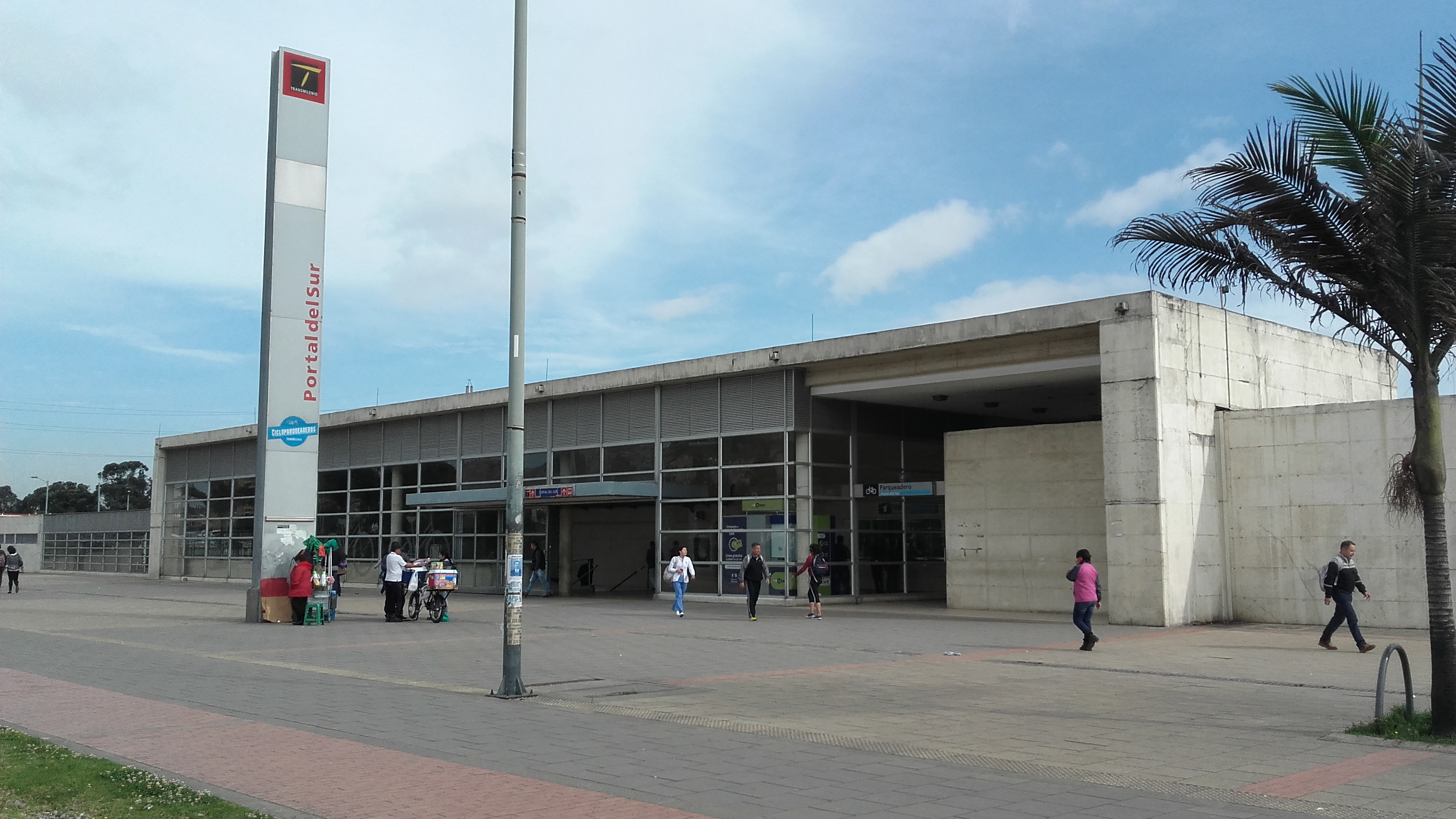
Portal Sur.

- Terminal satélite del Sur (Calle 59 Sur)
- Estación del ferrocarril de Bosa (Calle 63 Sur)

### Ciudad Bolívar
- Makro y Centro comercial Paseo Villa del Río (Carrera 63)
- CAFAM Madelena (Carrera 67)

### Soacha

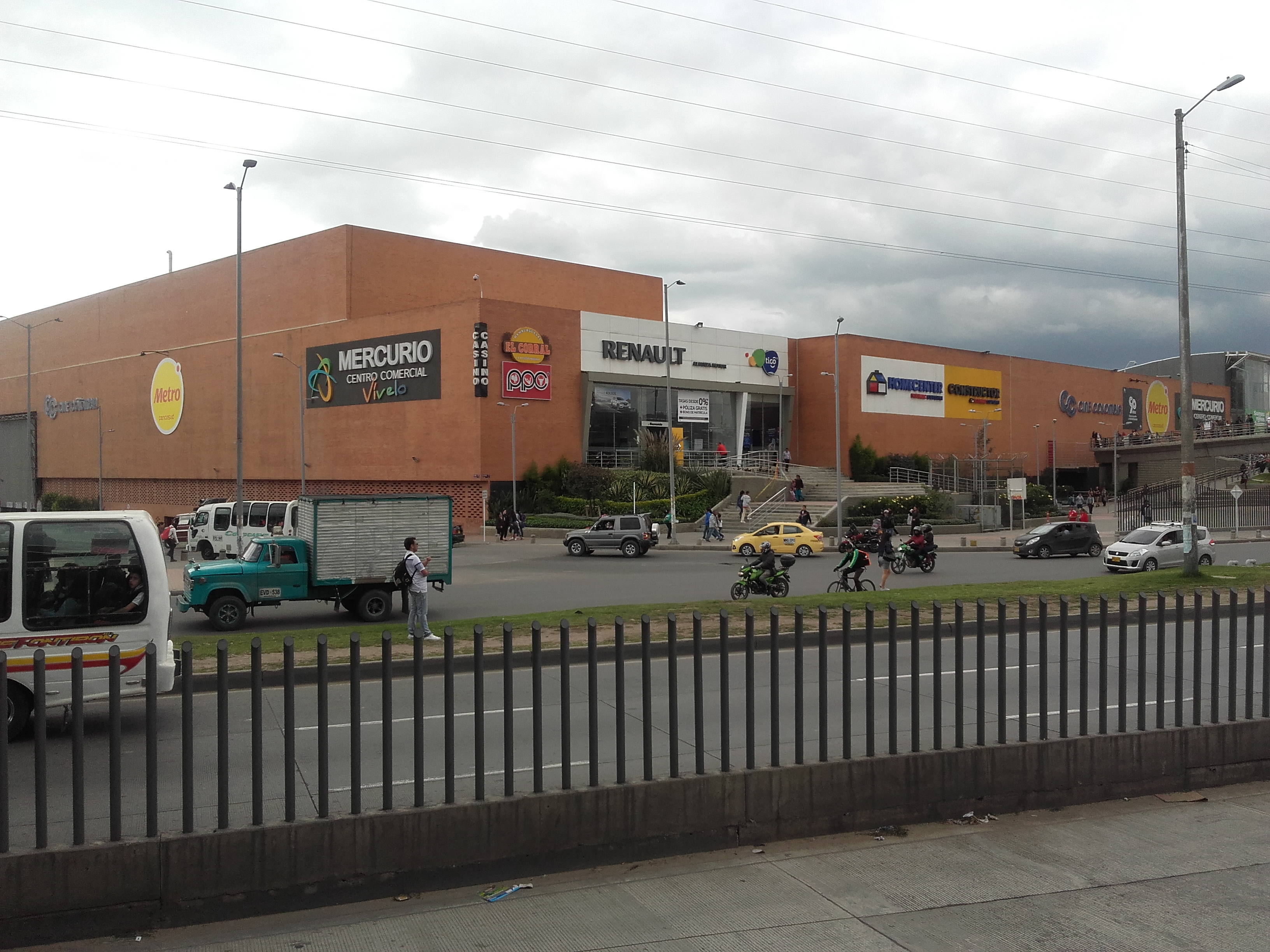
Centro comercial Mercurio.

- Tecnoparque SENA Soacha (Calle 53)
- Palacio de Justicia y Comando de Policía (Calle 44)
- Centro comercial Ventura (Calle 38)
- Centro comercial Mercurio (Calle 31)
- Centro comercial Gran Plaza Soacha (Carrera 11)
- Centro comercial Unisur (Calle 30)
- Universidad Minuto de Dios (Calle 7)
- Humedal El Vínculo (Calle 30 Sur)
- Humedal Cola Tierra Blanca (Calle 31 Sur)
- Cementerio Campos de Cristo (Chusacá)